# Kathrin Peter
Kathrin Peter (* 4. April 1977 als Kathrin Voss) ist eine ehemalige deutsche Fußballspielerin und heutige Trainerin. In der Frauen-Bundesliga war die Mittelfeldspielerin und Stürmerin für den FFC Flaesheim-Hillen aktiv. Seit dem Jahr 2023 ist sie Trainerin der U20-Frauen-Nationalmannschaft des DFB. Seit September 2024 betreut sie parallel die U23-Frauen.

## Spielerkarriere
Peter spielte in der Jugend beim BSV Brochterbeck in Tecklenburg und wechselte dann zu Arminia Ibbenbüren, wo sie auch die ersten Spiele im Seniorinnenbereich absolvierte. Über den FC Eintracht Rheine (in der Bundesliga) und Borussia Mönchengladbach kam sie 2000 zum FFC Flaesheim-Hillen.
Peter debütierte am 12. November 2000 (4. Spieltag) beim torlosen Unentschieden im Auswärtsspiel gegen den SC 07 Bad Neuenahr. In der Saison 1999/2000 spielte Peter als Stürmerin 17 Punktspiele für den FFC Flaesheim-Hillen in der Bundesliga. Bei der 1:2-Niederlage im Auswärtsspiel gegen den FCR Duisburg 55 am 10. Dezember 2000 schoss sie in der 75. Minute ihr erstes von drei Toren.
Im Wettbewerb um den DFB-Pokal erreichte sie mit ihrer Mannschaft das Finale, doch verlor am 26. Mai 2001 im Olympiastadion Berlin – als Vorspiel zum Männerfinale – vor 30.000 Zuschauern mit 1:2 gegen den 1. FFC Frankfurt. Dies war ihr letztes Spiel. Am 30. Juni 2001 verließ sie den Verein und beendete damit ihre aktive Karriere.

## Trainerkarriere
Beim FLVW begann sie anschließend als Verbandssportlehrerin. Hier war sie mitverantwortlich für den Aufbau des Mädchenfußball-Internats in der Sportschule Kaiserau, wo sie sich um den Nachwuchs der U11- bis U18-Spielerinnen kümmerte. Hier gewann sie 41 der 63 von ihr geleiteten Spiele. Im August 2019 übernahm Peter die Aufgabe als Trainerin der U19-Frauennationalmannschaft beim DFB, die mit ihr 17 von 24 Spielen gewannen. Seit 2022 ist sie für das U20-Team verantwortlich. Im September 2024 übernahm sie parallel die Betreuung der U23.

## Privates
Kathrin Peter ist mit Ralf Peter verheiratet, das Paar hat zwei Kinder. 